# Mammillaria gasseriana
Mammillaria gasseriana Boed. (укр. Мамілярія гассеріана, Мамілярія Гассера) — сукулентна рослина з роду мамілярія (Mammillaria) родини кактусових (Cactaceae).

## Етимологія
Видова назва дана на честь колекціонера і імпортера кактусів Якоба Гассера (1870—1932), чия велика колекція лягла в основу колекції сукулентних рослин Цюриха.

## Ареал
Цей вид є ендемічним для Мексики. Ареал міститься в штаті Коауїла. Також знайдений у штаті Дуранго. Росте на висоті від 1 020 до 1 400 метрів над рівнем моря, на скелях, на півночі Сан-Педро, поблизу Торреона.

## Морфологічний опис
Рослини кущаться з основи, з подальшим утворенням груп.
| Орган              | Опис |
| Коріння            | |
| Стебло             | кулясте до коротко-яйцеподібного, із запалою верхівкою, в діаметрі 3—4 см, вкрите білими колючками. |
| Епідерміс          | |
| Маміли             | розташовані щільно, в 8 і 13 спіралей, циліндричні, округлі апікально, без молочного соку. |
| Ареоли             | вузькі, овальні, 2 мм завдовжки, з дуже білим пухом, пізніше стають голими. |
| Аксили             | голі. |
| Центральні колючки | 1—2, іноді відсутні, голкоподібні, з гачками, вертикальні, міцні, світло-коричневі з темними кінцями (у Пілбіма внизу білі, стають темно-коричневими), завдовжки 4—8 мм.                                                                                                 |
| Радіальні колючки  | 40—50, іноді гребінчасті або притиснуті до поверхні стебла, розташовані безладно в 2-3 рядах, тонкі, голкоподібні, вкриті волосками, часто трохи зігнуті, білі, іноді у молодих рослин — з червоними кінчиками, до невеликого розміру — горизонтальні, завдовжки 5—8 мм. |
| Квіти              | широкі, воронкоподібні, білувато-кремові з тонкими слабо-світло-коричневими центральними прожилками і зеленуватою горловиною, в діаметрі 7—8 мм. |
| Бутони             | |
| Зовнішні пелюстки  | |
| Внутрішні пелюстки | |
| Тичинки            | |
| Маточка            | |
| Плоди              | маленькі, булавоподібні, коричнево-червоні, завдовжки 6—9 мм. |
| Насіння            | червонувато-сіре. |

## Систематика
Перший опис цього таксона зробив Фрідріх Бедекер 1927 року. Девід Хант у 1999 відніс його до синонімів Mammillaria stella-de-tacubaya, стверджуючи, що останній виростає в тому ж районі. Фіц Моріс (Fitz Maurice) в своєму повному огляді ряду Stylethere розглядає Mammillaria gasseriana як окремий вид. Він стверджує, що ця рослина зазвичай вирощена в культурі як Mammillaria gasseriana, не відповідає опису Бедекера. Фіц Моріс і Чарльз Гласс, після порівняння польових результатів та розгляду описів повністю встановили що Mammillaria gasseriana є рослиною, знайденою в горах на південь від Сан-Педро у штаті Коауїла і описаною в 1989 році Рогозинським (Rogozinski) і Аппензеллером (Appenzeller) як Mammillaria viescensis, які наголосили на тому ж самому місці зростання, що і Бедеккер. Там же була зібрана і Mammillaria chica. Тоді як Mammillaria stella-de-tacubaya виростає у штаті Дуранго і має інші колючки. Пілбім пише, що початкові ілюстрації Mammillaria gasseriana (відтворені у виданні Крейга «Mammillaria Handbook»), показують що групи радіальних колючок кожної ареоли дещо накладаються одна на одну (на ілюстрації, що супроводжує початковий опис Mammillaria stella-de-tacubaya радіальні колючки не накладаються) і центральні колючки тонкі, а не товсті і сильні як у Mammillaria stella-de-tacubaya. Зовнішній вигляд рослини на цих ілюстраціях ясно відрізняється від того, що зазвичай вирощена в культурі як Mammillaria gasseriana. Пілбім, Моріс, Гласс, а за ними і Едвард Андерсон у своїй монографії «The Cactus Family» вважають, що Mammillaria gasseriana може бути виділена як окремий вид, а Mammillaria viescensis є її синонімом.

## Охоронні заходи
Mammillaria gasseriana входить до Червоного Списку Міжнародного Союзу Охорони Природи видів під загрозою зникнення (EN). На основі наявної інформації, Mammillaria gasseriana відома тільки з трьох, віддалених один від одного місць, які розташовані на площі 2 500 км², причому площа розміщення виду на цій території складає лише 10 км². Існує постійне зниження кількості статевозрілих особин через незаконне збирання з дикої природи. Одне з місць добре відоме комерсантам, що займаються незаконним збиранням і любителям-колекціонерам. Крім того, цей вид не зустрічається на жодній природоохоронній території. Існує, ймовірно, проблема пасовищ, на яких кози витоптують рослини, але це не є серйозною загрозою.
Одна з субпопуляцій має від 250 до 500 рослин. Вид сильно фрагментований і його загальна чисельність оцінюється в менш ніж 2 500 статевозрілих особин.
В раніше опублікованому Червоному списку за 2002 рік входив до категорії уразливих видів (VU).